# Anton Morent
Anton Morent (* 20. April 1924 in Argenbühl; † 9. September 2006 in Oberjoch) war ein deutscher Busunternehmer und Förderer des Tourismus im Allgäu. 1950 gründete er das Busunternehmen KOMM-MIT-Reisen.

## Leben
Seine Kindheit verbrachte Anton Morent auf einem Bauernhof im württembergischen Allgäu. Nach dem freiwilliger Militärdienst 1940 bei der Luftwaffe wurde er schwerstverwundet aus amerikanischer Kriegsgefangenschaft entlassen. In Kempten lernte er 1946 seine spätere Ehefrau "Lisl" Brutscher kennen und zog nach Oberjoch. In den Jahren 1948 bis 2002 widmete er sich dem Aufbau eines großen privaten Busunternehmens, den KOMM MIT-Reisen. Es ist im öffentlichen Personennahverkehr in Süddeutschland tätig und besitzt eine Tochtergesellschaft in Tirol. Anton Morent war außerdem Initiator des Arbeitskreises Allgäuer Tourismus, des Heimatmuseum Obere Mühle in Bad Oberdorf und Vizepräsident der IHK-Schwaben. Für seine Tätigkeiten wurde er mit dem  Bundesverdienstkreuz am Bande (3. Oktober 1983) und dem Ehrenkreuz der Republik Österreich geehrt.